# Brad Henry
Brad Henry, né le 10 juin 1963 à Shawnee, est un homme politique américain, gouverneur démocrate de l'État de l'Oklahoma de janvier 2003 à janvier 2011.

## Biographie

### Enfance et études
Brad Henry est né le 10 juin 1963 à Shawnee dans l'Oklahoma.
Il est diplômé en économie et en droit de l'université d'Oklahoma.

### Carrière politique
En novembre 2002, il fut élu, d'extrême justesse, gouverneur de l'État de l'Oklahoma, en battant le républicain Steve Largent et le candidat indépendant Gary Richardson, un républicain dissident. Largent et Henry avaient chacun reçu 43 % des suffrages, avec cependant quelques voix de plus pour Brad Henry, contre 14 % à Richardson. Le 26 janvier 2003, Brad Henry devint le vingt-sixième gouverneur de l'État.
En décembre 2005, il était le quinzième gouverneur le plus populaire du pays avec un taux d'approbation de 62 %, ex æquo avec les gouverneurs Kathleen Sebelius du Kansas et Linda Lingle de Hawaii (Sondage SurveyUSA portant sur 600 résidents de chaque État réalisé du 9 au 11 décembre 2005. Marge d'erreur de 4 %).
En novembre 2006, il fut réélu avec 66 % des suffrages contre 34 % au candidat républicain Ernest Istook.
Son mandat fut notamment marqué par le veto qu'il opposa contre une législation réglementant le droit à l'avortement. Le veto fut cependant outrepassé par une majorité qualifiée du parlement local.